# ロッキー・エルソム
ロッキー・エルソム（Rocky Elsom、1983年2月14日 - ）は 、オーストラリア出身のラグビーユニオン選手。ポジションはロック(LO)、フランカー(FL)、ナンバーエイト(No8)。

## 人物
1983年2月14日、メルボルンで生まれる。
身長197cm、体重106kg。
愛称は「Rocko」、「Big Rock」。

## キャリア
セント・ジョセフ・ナッジー・カレッジ卒業、カレッジのラグビーチームではキャプテンを務め、ラグビーオーストラリア高校代表 (School Boys) に選出される。この時すでに体重100 kgを超えていた。
2001年、ラグビーリーグのNRL、カンタベリー・ブルドッグスに入る。リーグでのポジションはプロップ。ブルドッグスに2年在籍し、2003年、ユニオンに転向、スーパー12（現スーパーラグビー）のワラターズに入る。同年、21歳以下代表に選出、世界大会( 2003 under-21 World Cup) にチーム副キャプテンとして出場。
2005年のスーパー14では、13試合中12試合に出場、チーム決勝進出に貢献する。同年、ワラビーズに選出、サモア戦で代表デビュー。
2007年、ワラターズのキャプテンに就任、チーム50試合出場達成、スーパー14の2007シーズン、ベストパフォーミング賞を受賞。

同年開催のラグビーワールドカップフランス大会のオーストラリア代表に選出、日本代表戦で、ワールドカップ歴代最速記録となる、試合開始18分33秒でハットトリック(1試合で3トライ)を達成。
2008年、代表で2年間に20テストマッチ出場、この活躍でWallaby of the Year 2008を受賞。同年、アイルランドのレンスターに1年契約で移籍。2009年、2008/09シーズンのLeinster Rugby Player of the Year受賞、ならびにハイネケンカップで6試合出場、3試合でマン・オブ・ザ・マッチとなりEuropean Player of the Year 2008/09受賞。さらにマグナーズリーグ(現RaboDirect Pro12)ではMagners League Player of the Year 2008/09受賞、ドリームチーム(Dream Teams・リーグのベスト15)に選出される。
2009年6月、オーストラリアに戻り、ブランビーズと2年契約。同年からワラビーズのキャプテンに就任。2011年、ラグビーワールドカップニュージーランド大会のオーストラリア代表に選出された。

## リンク
- Wallabies Profile